# Claudio Costantini
Claudio Costantini (Roma, 13 settembre 1933 – Genova, 31 maggio 2009) è stato uno storico e attivista italiano.
Specializzato nella storia politica e istituzionale dell'Età moderna e della Repubblica di Genova, Costantini si occupò diffusamente anche di temi di Storia Contemporanea, come antifascismo, anarchismo e storia del movimento operaio. Si distinse inoltre per il suo attivismo politico di sinistra e a fianco del Movimento studentesco negli anni in cui insegnò all'Università degli Studi di Genova.

## Biografia

### Gli anni '50 e '60
Nasce a Roma, dove i genitori erano entrambi impiegati contabili presso la A.E.G. Thomson Houston società italiana di elettricità. Nel 1951 la famiglia si trasferisce a Rapallo in seguito al pensionamento del padre. Qui Costantini si iscrive alla facoltà di Lettere dell'Università degli Studi di Genova, dove si laurea nel 1957 con una tesi dal titolo Lo storicismo di Labriola e i suoi riflessi nella cultura di alcuni storici italiani. 
All'inizio degli anni '50 ha una breve esperienza nel Pci, presto abbandonato per avvicinarsi a Unità popolare, di cui faceva parte anche il Prof. Franco Venturi, relatore della sua tesi insieme al Prof. Carlo Mazzantini. È Venturi a presentargli Luigi Bulferetti, che nel 1958 assume la guida dell'Istituto di Storia Medievale e Moderna dell'Università. Costantini entra a far parte dell'istituzione nel 1959 come Assistente volontario e poi straordinario alla cattedra di Storia moderna, tenuta proprio dal Bulferetti. 

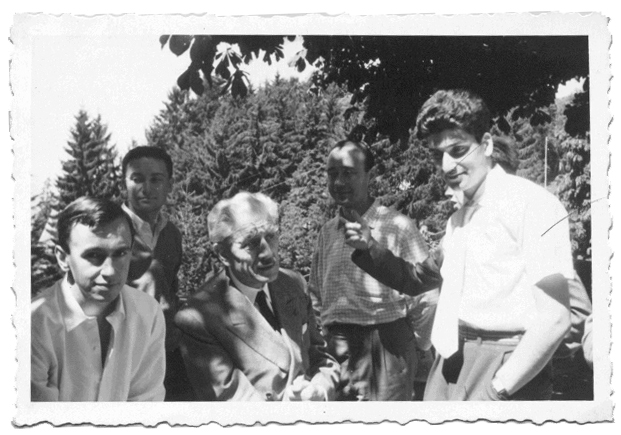
da sinistra: Edoardo Grendi, Ferruccio Parri e Claudio Costantini a un corso residenziale per giovani di Unità Popolare, Lago di Como, 1954.

Il 1959 è anche l'anno in cui Costantini sposa la compagna di università Luisa Clerici, allieva di Carlo Mazzantini  e comincia la collaborazione, durata circa tre anni, con la rivista militante Movimento operaio e contadino in Liguria, poi Movimento operaio e socialista in Liguria, fondata da Gaetano Perillo.  Qui ha infatti la possibilità di pubblicare alcuni studi sulla storia dell'anarchismo e dell'antifascismo in Liguria, condotti anche in collaborazione con l'amico Gino Bianco.
Nel 1961 sull'onda delle manifestazioni dell'anno precedente contro la convocazione del congresso del Msi a Genova (fatti di Genova del 30 giugno 1960), decide di fondare la rivista Democrazia diretta, notiziario delle lotte e della democrazia operaia. La testata era la testimonianza dell'interesse di Costantini e altri intellettuali per le lotte dei giovani operai e portuali, in contrapposizione con la rigidità del Pci, accusato di essere del tutto incapace di dar loro voce e ascolto
Per quanto riguarda invece la carriera accademica, nel 1963 Costantini viene promosso ad Assistente ordinario, fatto che gli consente di porre termine alla breve esperienza da insegnante nelle scuole secondarie, svolta nel periodo 1960-63, parallelamente all'incarico di Assistente straordinario. Nel 1967 ottiene infine l'abilitazione alla docenza universitaria e negli anni accademici seguenti assume l'incarico prima dell'insegnamento di Storia della Scienza e della tecnica (anno accademico 1967-68) poi di Storia moderna. In particolare, dal 1969-70, gli viene assegnata la seconda cattedra di Storia moderna, parallela a quella di Bulferetti e rivolta ai corsi di laurea di Filosofia, Lingue e Geografia. Erano gli anni della prima grande contestazione studentesca e Costantini si schierò da subito a fianco dei suoi studenti, contrapponendosi ai colleghi conservatori e anche a quelli appartenenti al Pci, mettendo a nudo l'incapacità del partito di aprirsi alle istanze provenienti dalla società civile e a dialogare con i nuovi movimenti che si definivano di sinistra

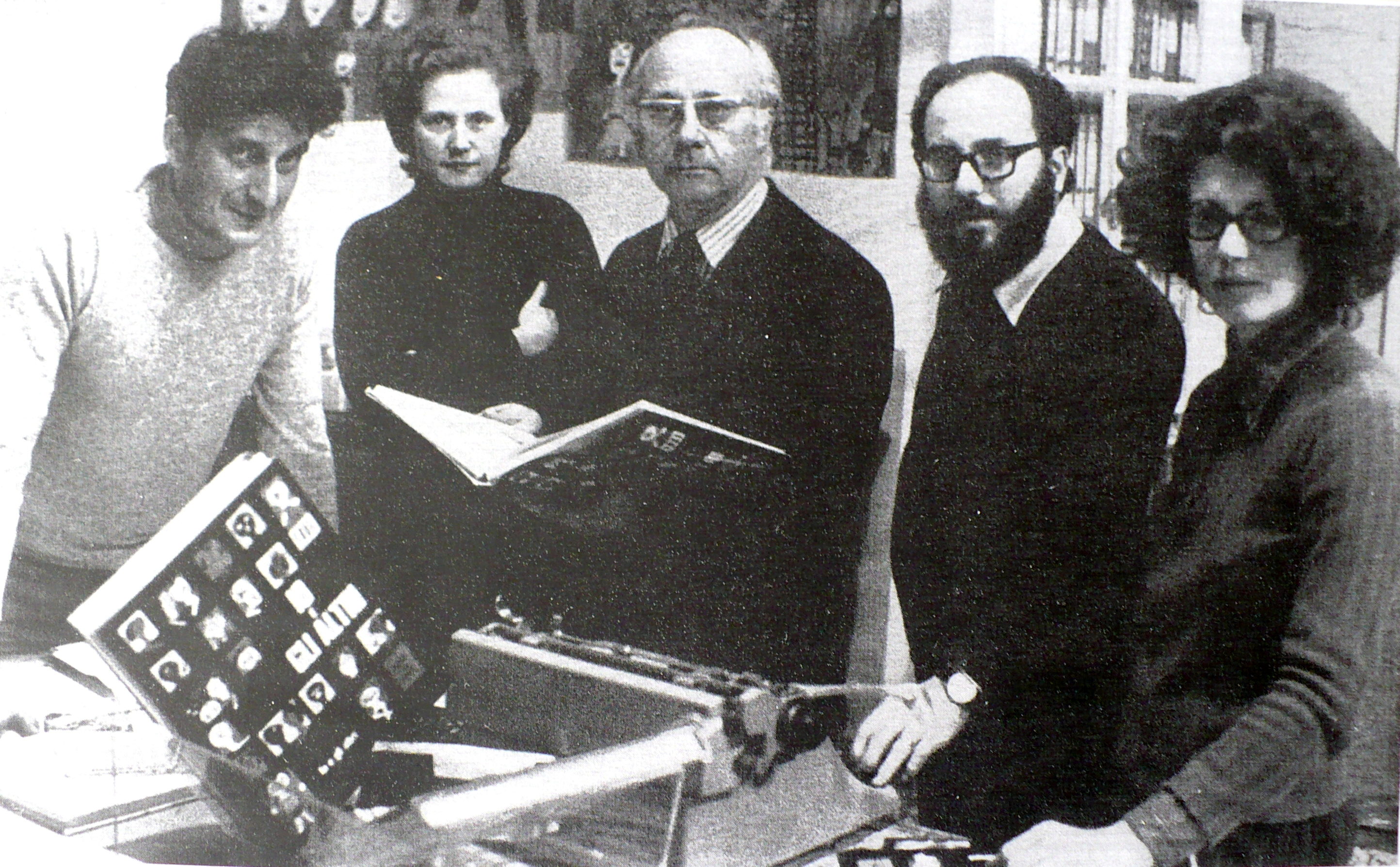
Staff di Io e gli altri, da sinistra: Claudio Costantini, Patrizia Loss, Angelo Ghiron, Piero Fossati, Marcella Bacigalupi.

Proprio dall'esperienza del Sessantotto, nasce il rivoluzionario progetto editoriale dell'enciclopedia Io e gli altri , una grande opera divulgativa in dieci volumi per i ragazzi delle scuole medie e delle prime classi secondarie. Il progetto si apre tra il 1967 e il 1968, su iniziativa di un amico di Costantini, il libraio Angelo Ghiron, espulso dal Pci nel 1956 per essersi espresso contro l'intervento sovietico in Ungheria. L'idea era quella di creare una enciclopedia nuova, di sinistra, capace di proporre finalmente ai giovani i temi di riflessione emersi negli ultimi anni, come psicologia, etnografia, informazione sessuale e storia del movimento operaio. Non solo, anche la tradizionale struttura dell'enciclopedia andava completamente rivoluzionata e rivolta a una lettura ragionata, agile e piacevole, non soltanto un elenco di nozioni da assimilare. Il gruppo dei redattori si stabilizzò intorno alle figure di Costantini e Giorgio Bini, maestro elementare e più tardi deputato del Pci, figura fondamentale dello schieramento progressista nella scuola. Bini coinvolse inoltre, alcuni giovani colleghi, come Marcella Bacigalupi e Pietro Fossati, ma anche De Sabbata, Alberti, Collotti, Pischel, Sartori, Rotondo e i due fratelli Maestrelli. Costantini, da parte sua, riuscì a mobilitare un gran numero di figure provenienti dall'ambiente universitario, come Calegari Manlio e Letizia, Moreno, Medio, Mannoni, Gibelli, Casarino, Edoardo Grendi, Bertogli, Surdich Francesco e Luigi, Bettolini, Borghesi, Troiano, Poleggi, Itzcovich, Beonio-Brocchieri. Fu sempre Costantini, inoltre, a prendere contatti con illustratori di primo piano come il fratello Flavio Costantini, Lele Luzzati e Giannetto Coppola. L'opera giunse a termine all'inizio del 1973 e fu accolta dalla maggior parte della stampa con giudizi equilibrati e lusinghieri. Tuttavia non raggiunse mai la diffusione e il successo economico sperato. Troppo anticonformista e schierata ideologicamente per essere pienamente accettata dal mondo della scuola, l'enciclopedia fu anche oggetto di aspre critiche e nel 1975  il Ministro della Pubblica Istruzione Francesco Maria Malfatti giunse perfino a sconsigliarne esplicitamente l'utilizzo ai presidi. La condanna era estesa anche alla collana di volumetti illustrati pensata per le scuole primarie Per leggere, per fare, coordinata all'Enciclopedia.

### Gli anni '70

#### L'avvento dell'università di massa e la "guerra" deiCentri d'Interesse[7]
All'inizio dell'anno accademico 1972-73 Costantini vince il concorso da professore aggregato e gli viene riconfermata la seconda cattedra di Storia moderna della Facoltà di Lettere.
Grazie alla nuova posizione in questi anni si fa promotore dei cosiddetti Centri d’interesse, percorsi formativi interdisciplinari da svolgere sul territorio, fuori dalle aule universitarie e volti a mettere in comunicazione università e espressioni sociali (scuole, quartieri, sindacati, fabbriche). I contenuti sarebbero stati individuati direttamente sul campo a partire dal confronto tra studenti e società civile. Si trattava di una proposta didattica radicalmente innovativa, volta a rispondere alle esigenze della nuova università di massa nata dopo il Sessantotto con la legge Codignola (11 dicembre 1969). L’idea, infatti, era quella di tradurre la liberalizzazione delle iscrizioni e dei piani di studio in una vera e propria apertura dell'università al mondo esterno. La prima bozza del progetto fu elaborata nel dicembre del 1972 in risposta a un’ampia mobilitazione studentesca, che aveva tra i suoi punti nodali proprio la questione di un rinnovamento della didattica. Il Consiglio di Facoltà, tuttavia, osteggiò a più riprese la realizzazione dei Centri d’interesse, opponendosi a una così radicale trasformazione della didattica, troppo lontana dalla tradizionale lezione “cattedratica”. Costantini, al contrario, si schierò con decisione a difesa del progetto e a sostegno della mobilitazione degli studenti, finendo per attirarsi l’ostilità dei colleghi, tanto che, nell’ottobre del 1973 il Consiglio di Facoltà arrivò a escludere deliberatamente il giovane professore dalla promozione a ordinario, che gli sarebbe spettata di diritto con l’entrata in vigore dei Provvedimenti urgenti (1 ottobre 1973). La notizia, tuttavia, trapelò velocemente e destò un'ondata di manifestazioni di solidarietà da parte di alcuni colleghi e del movimento studentesco, che bloccò la Facoltà per dieci giorni attirando anche l'attenzione della stampa. Alla fine la Facoltà, davanti a tanto clamore, decise di ritornare sulla sua decisione e annullare il provvedimento, riconfermando a Costantini la cattedra di Storia moderna.
Nonostante l'ostilità del CdF nei suoi confronti, Costantini non rinunciò negli anni accademici seguenti a lottare per la realizzazione dei Centri e per un rinnovamento della didattica in grado di far fronte alle esigenze della crescente massa di studenti. Dopo l’ennesima bocciatura del progetto nel giugno del 1975, Costantini decise di rendere pubblico il dibattito sulle condizioni in cui si trovava l’ateneo, scrivendo una Lettera aperta alla facoltà. Il documento, firmato da altri dieci docenti, venne divulgato in circa dieci copie nell'ottobre 1975. Tra i destinatari in realtà non c'era solo la Facoltà, ma anche le associazioni culturali, la stampa, le scuole di ogni ordine e grado, partiti, sindacati e la città tutta. La Lettera costituiva, infatti, la prima importante analisi della situazione dell'Università italiana e in particolare dell'Ateneo genovese dopo le leggi Gui, Codignola e i Provvedimenti speciali. In essa Costantini decretava il fallimento dell'università di "massa", dovuto certamente alle mancanze del governo ma anche a quelle della classe accademica. Quest'ultima, in particolare, aveva sfruttato i provvedimenti legislativi post-Sessantotto a proprio vantaggio, riservando a una ristretta enclave e ai suoi protetti lo sfruttamento delle risorse che invece sarebbero dovute servire a far fronte alla nuova massa di iscritti. Il risultato era stato un accrescimento del potere e dei privilegi dei baroni e la nascita di due università parallele: quella "seria", gestita dalla vecchia corporazione, che offriva a chi riusciva a entrare nelle sue grazie concrete opportunità di carriera, e un'altra università, destinata alla gran massa degli iscritti, dispensatrice soltanto di intrattenimento e titoli inutili. L'attacco al Consiglio di Facoltà di Lettere era durissimo: il CdF si era trasformato, secondo Costantini, in un luogo di spartizione delle nuove risorse tra i direttori degli Istituti, piuttosto che organo direttivo della vita di facoltà. Le uniche proposte valide, sorte in risposta alle mutate condizioni della comunità accademica, erano state quelle legate a esperienze di lavoro e ricerca in gruppo, fondate sulla interdisciplinarità e l'autogestione, ovvero sul modello dei Centri d'Interesse.
Grazie al dibattito innescato dalla Lettera, il 14 gennaio 1976 il Consiglio di Facoltà approvò la proposta di realizzazione del seminario interdisciplinare Comunità e territorio, presentato come un’iniziativa studentesca e coordinato dai professori Costantini, Quaini, Gibelli e Itzcovich. Il seminario coinvolse un totale di 350 persone suddivise poi in gruppi di lavoro e, come Costantini dichiarò nella seduta del CdF del 15 luglio del 1976, al termine dell'esperienza per quel primo anno accademico, il risultato ottenuto era stato proprio quello di costituire "un solido rapporto culturale e politico tra il lavoro degli studenti e i problemi della nostra società" . L'unica istituzione a non essersi dimostrata disponibile nei confronti degli studenti era stata l'università, che non aveva fornito spazi e mezzi sufficienti alla grande quantità di partecipanti. Ancora una volta Costantini denunciava il fatto che gli Istituti monopolizzavano le risorse. Nonostante tutto, però, l'esperienza del seminario verrà ripetuta con successo negli anni accademici '77/'78 e '78/'79.
Mentre il seminario era in corso, la discussione sulle condizioni dell'università era proseguita e Costantini aveva continuato a dargli voce anche grazie alla rivista mensile Invece, di cui si era fatto promotore. Il 12 febbraio del 1976 usciva sul Secolo XIX un articolo di Enrico Pedemonte, che aveva interpellato Costantini e il preside della Facoltà di Lettere, Francesco Dellacorte, riguardo al degrado visibile nei corridoi imbrattati e nelle aule deserte. Se Costantini aveva ribadito i motivi del malessere già esposti nella Lettera, Dellacorte invece sosteneva che il disagio provenisse dalla completa assenza di prospettive occupazionali per un numero davvero troppo alto di iscritti, che d'altra parte spesso puntavano solo a rinviare la leva militare o a una promozione, se lavoravano per esempio alle ferrovie, a capostazione. Costantini riprese ironicamente queste affermazioni del preside sul numero di Invece del marzo '76, sotto le mentite spoglie del fuochista Francesco Carbone. Aveva già preso ben due lauree e voleva conseguirne una terza! Per lui la cultura era un modo di vivere e l'università un luogo di apprendimento permanente, capace di soddisfare la crescente domanda di cultura che veniva dai cittadini.

#### L'impegno politico al di fuori dell'Università
Nel 1972, lo stesso anno in cui esplode la polemica nel mondo universitario, Costantini si impegna attivamente anche a favore del movimento per la liberazione di Valpreda e la verità sulla Strage di Piazza Fontana, candidandosi alle elezioni politiche nella lista Il Manifesto. Si schiera, inoltre, contro la persecuzione dell'amico Giambattista Lazagna, accusato di complicità con Giangiacomo Feltrinelli nel corso dell'inchiesta sulla sua morte.
In questi anni collaborò anche con i sindacati, in particolare FLM, nell'organizzazione delle 150 ore per i lavoratori metalmeccanici di Genova e Novi Ligure, riscontrando in questa esperienza l'occasione di sperimentare una didattica innovativa. 
Con il segretario della FIM-CISL di Genova firma poi nell'aprile del 1979 un appello alla formazione di una lista di intesa unitaria delle forze della nuova sinistra in previsioni delle imminenti elezioni, nel pesante clima successivo al delitto Moro e al fallimento del Compromesso storico. Continuava, inoltre, il dibattito contro le azioni di polizia a danno di molti esponenti della sinistra. Nel maggio dello stesso anno, infatti, sulle pagine del Secolo XIX veniva pubblicata una lettera aperta di Costantini indirizzata al direttore del giornale, Michele Tito, in cui sottolineava la differenza tra dissenso e terrorismo e denunciava la messa in atto di una vera e propria campagna di repressione su scala nazionale.

### Gli anni '80, '90 e l'inizio del 2000
Negli anni '80 e '90 Costantini si dedicò essenzialmente all'attività di insegnamento e di ricerca, pur senza venir mai meno al suo impegno politico.
Una prima fase importante di ricerche risultò nei due volumi editi UTET, La Repubblica di Genova nell'Età Moderna, tomo IX della Storia d'Italia, uscito nel 1978 e Il Seicento, uscito nel 1984 come tomo I del volume X Le monarchie assolute, all'interno della grande Storia universale dei popoli e delle civiltà. Nel 1986, invece, la pubblicazione del saggio Tra Barberini e Panfili: genovesi alla corte di Roma inaugurava un nuovo filone di ricerche incentrate sui rapporti tra le famiglie nobili genovesi e la corte papale.
Inoltre, già a partire dalla metà degli anni '70, Costantini aveva avviato una florida collaborazione con il collega Oscar Itzcovich, nel segno delle pionieristiche ricerche di storia quantitativa, svolte anche grazie all'ausilio di uno dei primi calcolatori installati nel locali dell'università. Le ricerche su maestri e garzoni nella società genovese di XV e XVI secolo, realizzate tramite il trattamento meccanografico dei dati dell'Archivio di Stato di Genova, risultarono nell'elaborazione del database ARTIGEN.
Tra 1982 e 1988 Costantini divenne direttore dell'Istituto di Storia moderna e contemporanea. Nel 1988 usciva poi Itinerari, una nuova enciclopedia educativa erede di Io e gli altri.
Un'altra tematica storiografica che attrae l'interesse di Costantini tra anni '80 e '90 è poi quella delle scritture popolari, della Storia dal punto di vista delle persone comuni attraverso la vita di tutti i giorni. All'interno dell'Istituto di Storia moderna e Contemporanea dell'Università di Genova nasceva, infatti, a metà degli anni '80, l'Archivio Ligure della Scrittura Popolare (ALSP), in connessione con la nazionale Federazione Archivi di Scrittura Popolare. Nell'ambito della collana Fiori secchi promossa dalla Federazione, Costantini pubblicò nel 1996 uno studio dedicato alla corrispondenza tra i suoi genitori durante gli anni della Prima guerra mondiale, mentre il padre si trovava al fronte.
Costantini fu anche in grado di cogliere le possibilità offerte dal nuovo mezzo informatico, aprendo alle sperimentazioni in collaborazione con i colleghi più giovani.  Ad esempio, i Quaderni di storia e letteratura, editi tra il 1995 e il 2000 dalla cattedra di Storia moderna della Facoltà di Lettere, vennero trasferiti online sul sito quaderni.net. 
Costantini, d'altra parte, non abbandonò l'impegno politico. Nel 1990 si candidò, infatti, alle elezioni comunali per la lista antiproibizionista sulla droga promossa dal Partito Radicale. Erano, inoltre, gli anni della caduta del comunismo reale e della crisi delle ideologie ed egli si dimostrò perfettamente consapevole della necessità di trovare nuovi riferimenti del pensiero e dell'agire politico. Li trovò nella filosofia politica dell'età moderna e in particolare in quella inglese del XVIII secolo, da cui trasse la nozione di "egualitarismo". Come spiegava nella Lettera ai compagni dello stesso 1990, esso consisteva nel diritto di ciascuno ad esistere e ad avere le medesime opportunità e avrebbe dovuto diventare il principio guida di una "Società Egualitaria", solidale verso gli emarginati e i perseguitati e in grado di combattere l'imbarbarimento del pensiero.
Tra la fine degli anni '90 e i primi anni 2000 Costantini collabora anche con l'Associazione Comunità di San Benedetto al Porto di Don Andrea Gallo, diventando tra 1998 e 2000 anche caporedattore della rivista Area di servizio, curata proprio dalla Associazione e volta alla diffusione di informazioni sulle reti e fonti di sostegno presenti in città per le persone in difficoltà. Negli anni successivi si avvicina anche alla Associazione Auxilium di Don Pietro Tubino e il 5 marzo 2003 in occasione di una manifestazione per la pace organizzata da quest'ultima dichiarerà "Applaudo per la prima volta in 2003 anni la chiesa cattolica e il Papa".

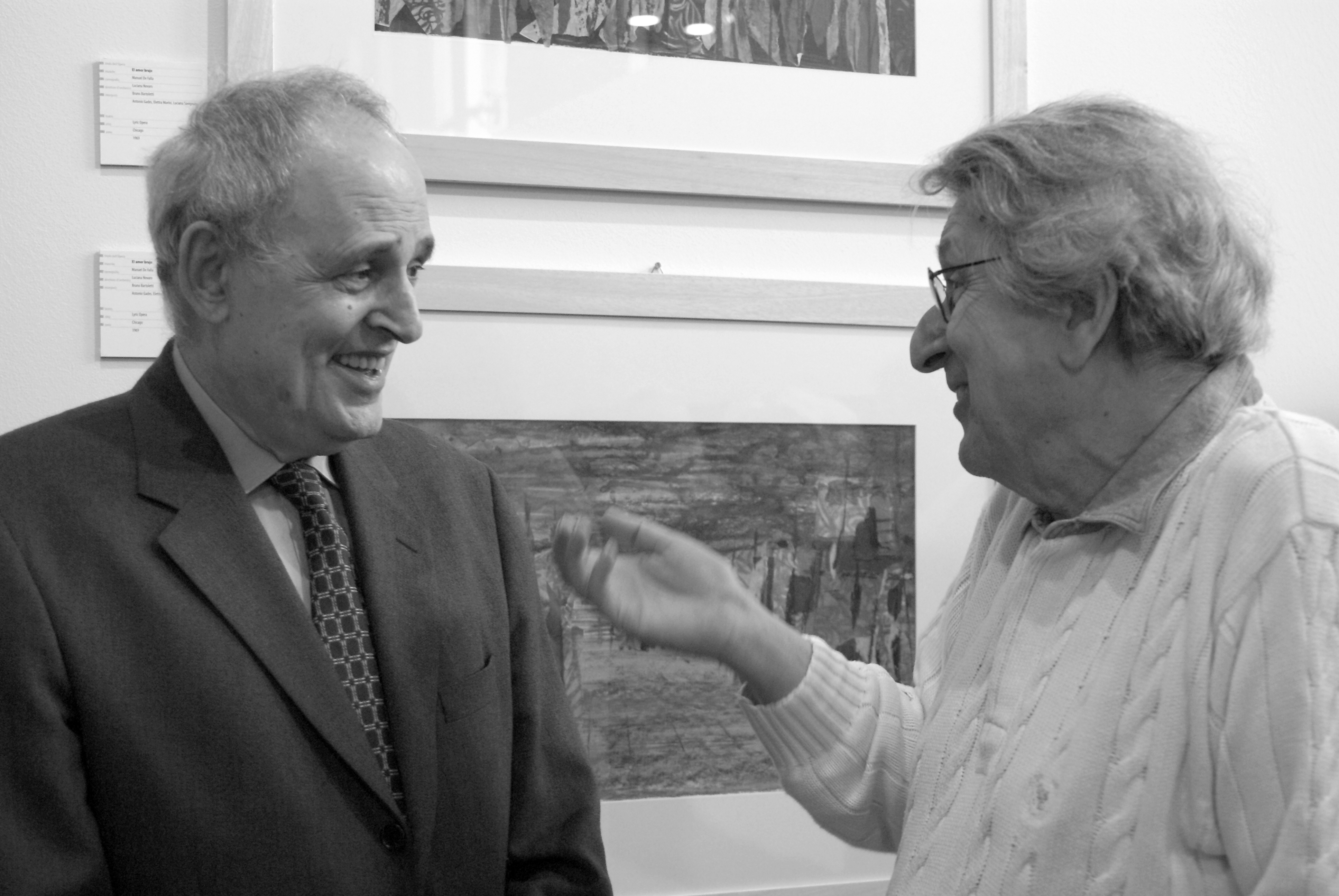
Claudio Costantini con il fratello Flavio Costantini nel 2006

Il 21 luglio del 2001, il giorno dopo la morte di Carlo Giuliani, era inoltre sceso in piazza, prendendo parte alla manifestazione in occasione del G8 a Genova e ritrovandosi coinvolto nelle cariche della polizia in Corso Torino.
Nel 2002 richiese il pensionamento anticipato all'Università, ma continuò a partecipare attivamente alla vita politica della città, prendendo parte negli anni seguenti anche al cosiddetto movimento dei girotondi, contro le riforme reazionarie dei governi Berlusconi e a difesa dei principi di democrazia e legalità. In particolare Costantini si fece promotore del movimento 16 marzo - Genova in piazza e dell'apertura di un circolo di Libertà e Giustizia, movimento nato a Milano l'anno precedente, per dare una risposta alla crescente insoddisfazione nei confronti della politica. Inoltre, partecipò alla fondazione della newsletter OLInews, bollettino online dell'Osservatorio Ligure sull'Informazione, contro l'omologazione e il conformismo del sistema informativo.
Nel 2008 firma il manifesto-appello per la fondazione a Genova di una nuova formazione politica, La Sinistra, nata dagli insuccessi di Rifondazione comunista e concepita come alternativa al PD.
Si spegne improvvisamente il 31 maggio 2009.

## Opere

### Studi sull'anarchismo e l'antifascismo in Liguria
- Contributo a una storia di "Pietre":10 lettere di Mario Vinciguerra e Enrico Alpino in Movimento operaio e socialista in Liguria, (con Gino Bianco) VI, 2-3, Genova, 1960.

- Per la storia dell'anarchismo "Il libertario"  dalla fondazione alla guerra mondiale in Movimento operaio e socialista, (con Gino Bianco) 5, Genova, 1960
- Appunti sul movimento anarchico in Liguria. Gli anarchici durante la Prima guerra mondiale in Movimento operaio e socialista in Liguria, 2, Genova, 1961.
- Un episodio dell'opposizione democratica al fascismo: la rivista "Pietre" 1926-1928 (con Gino Bianco), in Miscellanea di Storia Ligure in onore di Giorgio Falco, Feltrinelli, Milano, 1962

- I fatti di Sarzana nelle relazioni della polizia, in Movimento operaio e socialista in Liguria, 1, Genova, 1962.

- Antifascismo e partito armato: intervista con G.B. Lazagna (con Manlio Calegari), Genova, A. Ghiron Editore, 1979

### Saggi e articoli accademici di Storia Moderna
- Industria e commercio in Liguria nell'età del Risorgimento1700-1861 (con Luigi Bulferetti) Banca commerciale italiana, Milano,1961
- L'istituzione del porto franco genovese delle merci, in Miscellanea di Storia Ligure, VI, 1966.
- Un battello insommergibile ideato da Orazio Grassi, in Nuova rivista storica, L, 5-6, 1966.
- La scienza nei secoli XVII-XVIII, in Grande Antologia Filosofica, parte IV, Marzorati, Milano, 1968.
- Baliani e i gesuiti: annotazioni in margine alla corrispondenza del Baliani con Gio Luigi Confalonieri e Orazio Grassi, Giunti-G. Barbera, Firenze 1969.
- Aspetti della politica navale genovese nel Seicento, in Consiglio nazionale delle ricerche – Centro per la storia della tecnica in Italia, Guerra e commercio nell’evoluzione della marina genovese tra XV e XVII secolo, in Miscellanea Storica Ligure, Anno II (Nuova Serie Periodica), Genova 1970.
- Comunità e territorio in Liguria: l'inchiesta dell''Istituto Nazionale (1799), in Miscellanea Storica Ligure, V. 2 ,1973 (ripubblicato in D. Moreno, M. Quaini, a cura di, Territorio e società nella Liguria moderna. Studi di storia del territorio, La Nuova Italia, Firenze 1976).
- La ricerca di un''identità repubblicana nella Genova del primo Seicento, in Miscellanea Storica Ligure, VII, 2 1975.
- La Repubblica di Genova nell'età moderna, in Storia d’Italia, vol. 9, UTET, Torino 1978
- La fine di una repubblica aristocratica: Genova, in N.Raponi (a cura di), Dagli stati preunitari d’antico regime all’unificazione, Il Mulino 1981.
- Il Seicento, in Storia universale dei popoli e delle civiltà, Vol.X Le monarchie assolute, Tomo I, UTET, 1984.
- Tra Barberini e Panfili: genovesi alla corte di Roma, in Miscellanea storica ligure, XVIII, 2, 1986.
- Corrispondenti genovesi dei Barberini, in La Storia dei Genovesi, Atti del Convegno di studi 1986, Vol. VII, Genova, 1987.
- Tradizione repubblicana e riforma cattolica nella Genova del Seicento, in C. Paolocci (a cura di) I Gesuiti fra impegno religioso e potere politico nella Repubblica di Genova. Atti del convegno internazionale di studi (Genova, 2-4 dicembre 1991), in Quaderni franzoniani, V, 1992
- Politica e storiografia: l’età dei grandi repubblichisti, in AA.VV. La letteratura ligure. La Repubblica aristocratica (1528-1797), vol.II, Ed. Costa & Nolan, Genova, 1992.
- Fazione urbana. Sbandamento e ricomposizione di una grande clientela a metà Seicento, in Lettere di storia, politica e varia umanità, n. 6, 1996.
- Genova e la guerra di Castro, in Studi e documenti di storia ligure di don Luigi Alfonso per il 850° genetliaco, Società ligure di storia patria, 1996.

### Opere divulgative e riflessione sulla didattica
- Enciclopedia Io e gli altri, 10 volumi, Angelo Ghiron - La Ruota, Genova,1974-75

- Storia e educazione civica per la scuola media (con Manlio Calegari), Edizioni scolastiche Mondadori, Milano 1974.
- Sulla didattica della storia nella scuola secondaria (con Antonio Gibelli) in Italia contemporanea: rassegna dell'Istituto nazionale per la storia del Movimento di liberazione, 132, 1978
- Scuola: maestra e mamma. Un’indagine sulla filosofia dei regolamenti scolastici (con Marcella Bacigalupi, Piero Fossati, Francesco Pivetta), Angelo Ghiron Editore, 1978.
- Quel minimo di accordo necessario per fare scuola, in E. Grendi, C.Costantini, S.Anselmi, Tra storiografia e didattica, in Quaderni storici, n. 41, a. XIV, 1979, 2
- Un progetto per l’applicazione dei modelli di simulazione nell’insegnamento della storia (con Oscar Itzcovich), in Atti della Giornata di studio su Applicazioni dell’elaboratore nella didattica delle discipline umanistiche, AICA Associazione Italiana per l’Informatica e il calcolo Automatico, Pisa 22 gennaio 1986
- Piero Fossati (a cura di), Itinerari, Percorsi di ricerca per la scuola e la famiglia, Genova e Milano, Nuova Io e gli altri, 1988.
- Sulla riorganizzazione dei settori scientifico-disciplinari, in Quaderni storici, 90 (3), 1995.

### Altre opere
- Claudio Costantini (a cura di), Un contabile alla guerra. Dall'epistolario del sergente di artiglieria Ottone Costantini 1915-1918, Torino, Scriptorium, 1996, ISBN 88-455-6103-8
- Claudio Costantini (a cura di), R. Gallo, Libro di cucina: 1913-1953 su quaderni.net, 2003.